# Liga Mexicana Élite
Liga Mexicana Élite är den högsta ishockeyligan i Mexiko. Ligan grundades 2 oktober 2010 med fyra lag. För varje säsong ska ligan utökas med ett lag upp till totalt åtta lag. Under en säsong möter lagen varandra en gång. Det lag med flest poäng efter grundserien går till finalen som spelas bäst av tre matcher. Lagen placerade som 2 och 3 spelar semifinal i bäst av tre matcher.

## Lag
- Mayan Astronomers
- Teotihuacan Priests
- Aztec Eagle Warriors
- Zapotec Totems

### Tidigare lag
- Lobos de Gran Sur